# Ne ver', ne bojsja
Ne ver', ne bojsja (in russo Не верь, не бойся?), anche conosciuta come Ne ver', ne bojsja, ne prosi (in russo Не верь, не бойся, не проси?), è un singolo del duo musicale russo t.A.T.u., pubblicato il 19 maggio 2003 dalla Universal Music Russia.
La canzone ha rappresentato la Russia all'Eurovision Song Contest 2003, piazzandosi al terzo posto.

## Descrizione
L'australiano Mars Lasar affermò che la canzone fu prodotta da lui e Ivan Šapovalov mandandosi l'MP3 su Internet, Mars dagli Stati Uniti e Šapovalov dalla Russia. Il titolo (che in italiano significa non credere, non temere) è basato su un detto russo dei prigionieri che entrò nel parlare comune russo grazie ad Aleksandr Solženicyn con il suo libro Arcipelago Gulag.
Il brano fu dapprima pubblicato nel maxi singolo di Not Gonna Get Us nel Regno Unito il 19 maggio 2003, e fu poi incluso nella versione deluxe di 200 km/h in the Wrong Lane sempre nel Regno Unito il 26 maggio 2003. Fu pure inserito nel singolo How Soon Is Now? lo stesso anno e nell'album Remixes il 25 novembre 2003. La canzone infine riapparve nel 2006 all'interno del The Best. L'unico singolo fisico di Ne ver', ne bojsja a essere pubblicato fu un promo distribuito per l'Eurovision, non in vendita al pubblico.
Era inoltre prevista una versione in inglese del brano, intitolata Don't Trust the Voices, la cui demo è reperibile in internet. La versione inglese non fu mai pubblicata, tuttavia durante l'esibizione del duo all'Eurofestival, Lena Katina cantò un verso della demo.

## Video musicale
Il video del brano è una raccolta di immagini di guerre, incidenti e altri spezzoni raffiguranti eventi realmente accaduti, tra i quali figurano anche riprese di Julia e Lena. Al suo interno vi sono anche alcune scene dei video di All the Things She Said, Not Gonna Get Us e 30 Minutes.

## Tracce
CD promo (Eurovision 2003)
1. Ne ver', ne bojsja (Eurovision 2003) – 3:02

## Partecipazione all'Eurovision

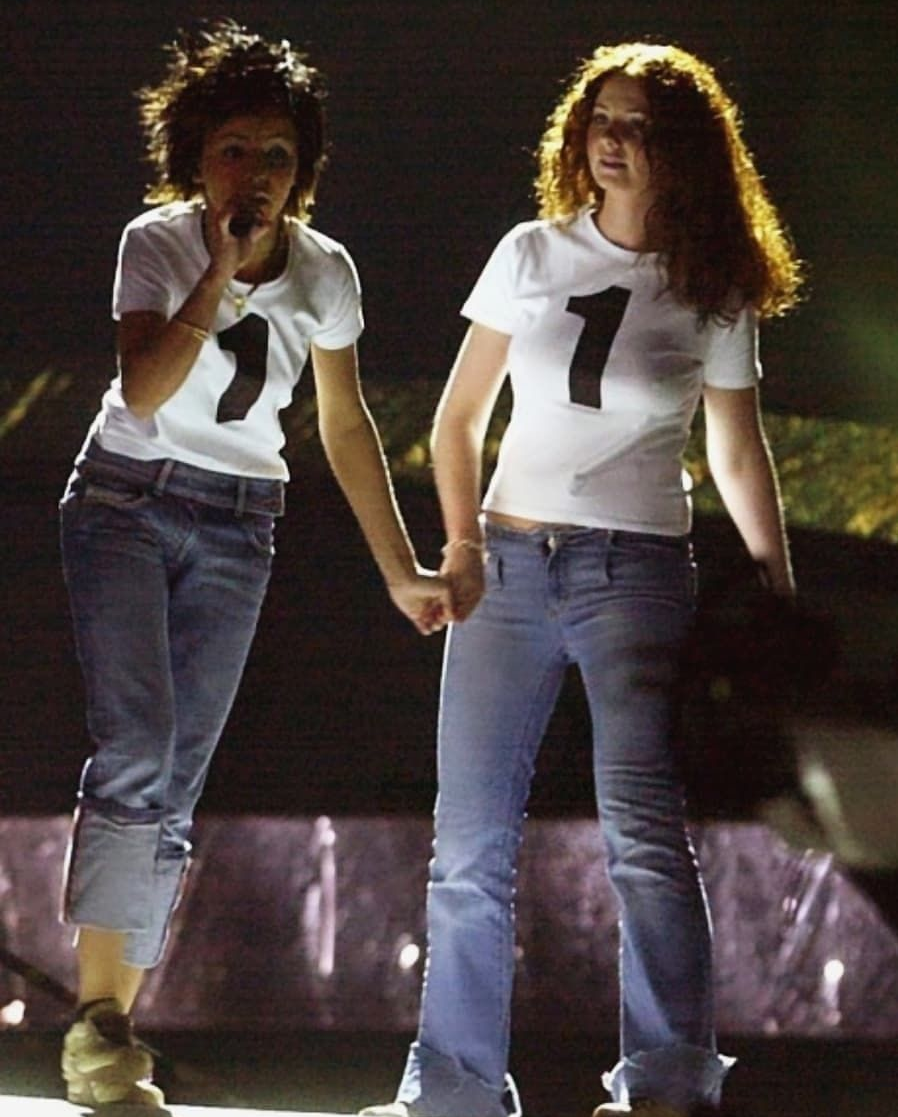
Il duo durante l'esibizione all'Eurovision Song Contest 2003.

Il 19 marzo 2003 fu confermata la partecipazione delle t.A.T.u. all'Eurovision Song Contest 2003 con il brano Ne ver', ne bojsja, in rappresentanza della Russia. Fu l'undicesima canzone eseguita durante la kermesse canora, dove le ragazze si presentarono indossando delle t-shirt bianche con al centro il numero 1, che insieme formavano proprio il numero 11 (tale look farà vincere loro il Premio Barbara Dex all'artista peggio vestito). Julia Volkova non cantò alla seconda esibizione, a causa di un'infiammazione alle corde vocali, mentre la prima esecuzione del brano venne compromessa da una stonatura sull'apertura. Una "terza t.A.T.u.", Katja Ničaeva, sostituì Volkova durante la dress rehersal della finale dell'Eurovision, esibendosi sul palco di Riga insieme a Lena Katina.
Alla chiusura delle votazioni il brano guadagnò 164 punti, piazzandosi al 3º posto su un totale di ventisei partecipanti. Cinque Paesi assegnarono alla Russia un massimo di 12 punti: Croazia, Estonia, Lettonia, Slovenia e Ucraina. Il Regno Unito e l'Irlanda furono gli unici Paesi partecipanti a non votare per il brano. Ciò comportò lamentele da parte dei funzionari russi che portarono poi la BBC e la RTÉ a rivelare l'ordine completo di come i Paesi avessero votato (evento mai ripetuto né prima né dopo). La Russia non figurava in nessuna delle loro prime dieci liste. Se così non fosse stato, ci sarebbero state buone probabilità per la canzone di vincere il festival: la canzone aveva infatti soltanto un punto in meno rispetto alla seconda classificata (Belgio) e tre punti in meno rispetto alla canzone vincitrice (Turchia).
Il brano fu cantato nuovamente dalle t.A.T.u. durante la cerimonia d'apertura dell'Eurovision Song Contest 2009 in veste di ospiti speciali.